# Orde van Verdienste van Rio Branco
De Orde van Verdienste van Rio Branco (Portugees:"Ordem do Mérito do Rio Branco" of "Ordem de Rio Branco") is een Braziliaanse Ridderorde. De Orde wordt door het Braziliaanse Ministerie van Buitenlandse Zaken beheerd en kent de gebruikelijke vijf graden en een medaille.
De graden van de Orde
- Grootkruis
- Grootofficier
- Commandeur
- Officier
- Ridder

en
- Medaille, de ""Medalha Mérito do Rio Branco".

De Orde wordt meestal op 20 april, de "dag van de diplomaten", verleend. Het lint van de Orde is donkerblauw met brede witte strepen.

## Bekende drager
Grootkruis
- Carl Philip van Zweden
- Madeleine van Zweden
- Frederik van Denemarken
- Ban Ki-moon

Commandeur
- Toots Thielemans
- António Costa

Ridder
- Pelé

| De batons van de Orde van Verdienste van Rio Branco | De batons van de Orde van Verdienste van Rio Branco | De batons van de Orde van Verdienste van Rio Branco | De batons van de Orde van Verdienste van Rio Branco | De batons van de Orde van Verdienste van Rio Branco | De batons van de Orde van Verdienste van Rio Branco |
| --------------------------------------------------- | --------------------------------------------------- | --------------------------------------------------- | --------------------------------------------------- | --------------------------------------------------- | --------------------------------------------------- |
| Medaille                                            | Ridder                                              | Officier                                            | Commandeur                                          | Grootofficer                                        | Grootkruis                                          |